# Simone Tebet
Simone Nassar Tebet (Três Lagoas, 22 de fevereiro de 1970) é uma advogada, professora e política brasileira, filiada ao Movimento Democrático Brasileiro (MDB) e atual ministra do Planejamento e Orçamento do Brasil no governo Lula. Foi senadora pelo estado de Mato Grosso do Sul, do qual também foi deputada estadual, secretária de governo e vice-governadora, além de prefeita do município de Três Lagoas.
Durante seus primeiros anos no Senado Federal, Tebet figurou como representante da bancada ruralista e intercessora do agronegócio, sendo contrária à demarcação de terras indígenas em áreas de conflito. Um relatório do Conselho Indigenista Missionário (Cimi) publicado em setembro de 2018 listou Tebet entre os 50 parlamentares que mais atuaram contra os direitos indígenas no Congresso Nacional. Em 2021, conquistou visibilidade nacional ao integrar a CPI da COVID-19 e fazer duras críticas ao governo Jair Bolsonaro acerca da resposta governamental à pandemia de COVID-19 no país, o que resultou em um distanciamento de sua base política conservadora.
Tebet foi candidata à presidência do Brasil nas eleições de 2022, em que apresentou uma campanha centrista e social liberal, no chamado "Centro Democrático". Ficou em terceiro lugar no primeiro turno, com 4,16% dos votos (aproxidamente 5 milhões de votos). Foi escolhida para o cargo de ministra do Planejamento e Orçamento pelo presidente Luiz Inácio Lula da Silva, a quem Tebet havia apoiado no segundo turno.
Foi eleita uma das "100 mulheres mais inspiradoras e influentes do mundo em 2022" pela BBC.

## Biografia
Simone é filha do político Ramez Tebet, senador e ex-presidente do Congresso Nacional, falecido em 2006, e da filantropa Fairte Nassar Tebet, ambos filhos de imigrantes libaneses radicados no Mato Grosso do Sul.
Formou-se em direito pela Universidade Federal do Rio de Janeiro (UFRJ). É especialista em ciência do direito pela Escola Superior de Magistratura e mestre em direito do Estado pela Pontifícia Universidade Católica de São Paulo (PUC-SP).
Começou sua carreira lecionando em universidades no ano de 1992, tendo trabalhado na Universidade Federal de Mato Grosso do Sul, Universidade Católica Dom Bosco, Universidade para o Desenvolvimento do Estado e Região do Pantanal e Faculdades Integradas de Campo Grande.
Foi consultora técnica jurídica da Assembleia Legislativa de Mato Grosso do Sul entre os anos de 1995 e 1997 e diretora técnica legislativa entre 1997 e 2001.

## Carreira política
Iniciou sua carreira política em 2002, ao ser eleita deputada estadual de Mato Grosso do Sul com 25.251 votos.

### Prefeitura de Três Lagoas (2005–2010)
Nas eleições municipais de 2004 se elegeu para o seu primeiro cargo majoritário, prefeita de Três Lagoas, sendo a primeira mulher a ocupar tal cargo no município. Durante o primeiro mandato manteve o forte movimento de industrialização da cidade, iniciado pelo seu antecessor Issam Fares. Em fevereiro de 2006 os investimentos privados na expansão industrial de Três Lagoas nos últimos sessenta meses somavam 1,1 bilhão de reais. O principal investimento privado atraído para a cidade foi a fábrica da International Paper, inaugurada em 2009 e cujo investimento foi de 300 milhões de dólares. Entre 2006 e 2009 Três Lagoas obteve um crescimento de 40% de sua atividade industrial. Nas eleições municipais de 2008 reelegeu-se para o posto com mais de 75% dos votos.

### Vice-governadora do Mato Grosso do Sul (2010–2015)
Em 31 de março de 2010, renunciou à prefeitura para compor a chapa de André Puccinelli na eleição para o governo de Mato Grosso do Sul, na condição de candidata a vice-governadora. Vitoriosa a chapa, tornou-se a primeira mulher vice-governadora do estado. Entre abril de 2013 e janeiro de 2014, Simone chefiou a Secretaria de Governo.

### Senado Federal (2015–2022)
Nas eleições parlamentares de 2014, candidatou-se ao cargo de senadora pelo Mato Grosso do Sul, sendo eleita em 5 de outubro. Simone Tebet foi empossada como senadora de seu estado, em 1º de fevereiro de 2015. Em abril de 2018 foi escolhida líder da bancada do MDB no Senado Federal, a maior naquela casa. Tebet ficou no cargo até janeiro de 2019.

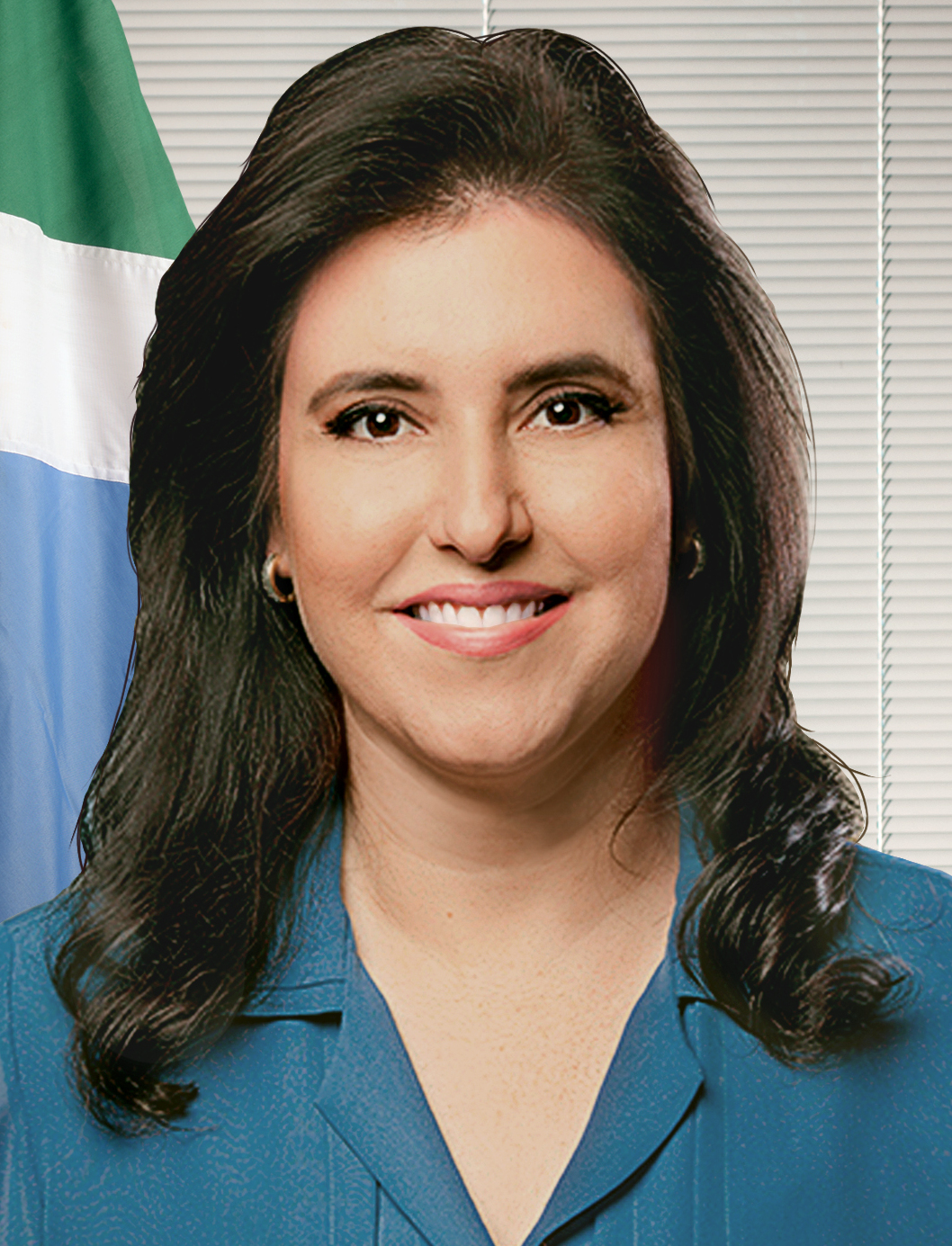
Foto oficial como Senadora da República

Nas eleições de 2018, após a prisão do então candidato ao governo do estado, André Puccinelli, Simone foi indicada candidata a governadora, porém, desistiu da disputa por questões familiares.
Simone Tebet foi, ainda, diretora de assuntos municipalistas da Associação dos Municípios de Mato Grosso do Sul e membro do Conselho de Representação do Centro-Oeste da Confederação Nacional dos Municípios.
Em 2019, foi eleita presidente da Comissão de Constituição, Justiça e Cidadania, a mais importante do Senado Federal, tornando-se a primeira mulher a presidir o colegiado. A indicação de Simone para a presidência da comissão foi bem aceita pelos colegas senadores, além de ter agradado ao Palácio do Planalto.
Em janeiro de 2021, foi indicada pelo seu partido para disputar a Presidência do Senado. Entretanto, o MDB, sigla a qual Tebet é filiada desistiu do lançamento da senadora para concorrer ao cargo, após sinalização do candidato adversário, Rodrigo Pacheco, para que a legenda ocupasse cargo de destaque na mesa diretora. Dessa maneira, a candidatura de Tebet passou a ser independente. Em 1º de fevereiro de 2021, Rodrigo Pacheco foi eleito presidente do Senado, com votos de 57 senadores, Tebet obteve 21, se posicionando em segundo lugar.

#### Posições legislativas
Em agosto de 2016, votou a favor do processo de impeachment de Dilma Rousseff. Em dezembro daquele mesmo ano, votou a favor da PEC do Teto dos Gastos Públicos.
Nas eleições para a presidência do Senado Federal do Brasil em 2017, Simone esteve como pré-candidata à presidente da casa. Porém, seu partido indicou o senador Eunício Oliveira para disputar tal cargo. Em julho de 2017, a senadora votou a favor da reforma trabalhista.
Em outubro de 2017 votou a favor da manutenção do mandato do senador Aécio Neves derrubando decisão da Primeira Turma do Supremo Tribunal Federal no processo onde ele é acusado de corrupção e obstrução da justiça por solicitar dois milhões de reais ao empresário Joesley Batista.
Em 2019, a senadora disputou a indicação de seu partido para a candidatura à presidência do Senado Federal. No entanto, Renan Calheiros foi indicado, perdendo a eleição entre os seus correligionários por 7 votos a 5. Posteriormente, Simone lançou candidatura avulsa ao cargo, mas acabou desistindo para aumentar as chances de uma vitória de Davi Alcolumbre (DEM) sobre Renan Calheiros, o que acabou se concretizando.
Em junho de 2019, votou contra o Decreto das Armas do governo, que flexibilizava porte e posse para o cidadão.

#### Suspensão das demarcações de terras indígenas
Um dos principais projetos defendidos por Simone Tebet no Senado Federal trata da suspensão das demarcações de terras indígenas e pagamento de indenizações para fazendeiros. A proposta é objeto de críticas por parte de entidades em defesa de direitos humanos, que apontam supostos conflitos de interesses, apontando que a Senadora é proprietária de uma fazenda em Caarapó, Mato Grosso do Sul. O município tem sua história recente marcada pela violência contra populações indígenas que, segundo relatório do Cimi (Conselho Indigenista Missionário) seria comandada por grileiros e proprietários de terras.
Eduardo Rocha, marido de Simone Tebet e deputado estadual no MS, foi um dos nomes mais atuantes da Comissão Parlamentar de Inquérito aberta na Assembleia Legislativa do MS para investigar o Cimi. A instituição ligada à igreja Católica é considerada uma das maiores defensoras dos povos indígenas no Brasil. O relatório da CPI não conseguiu mostrar provas contra o Cimi e acabou arquivado pela Justiça.

## Eleições de 2022

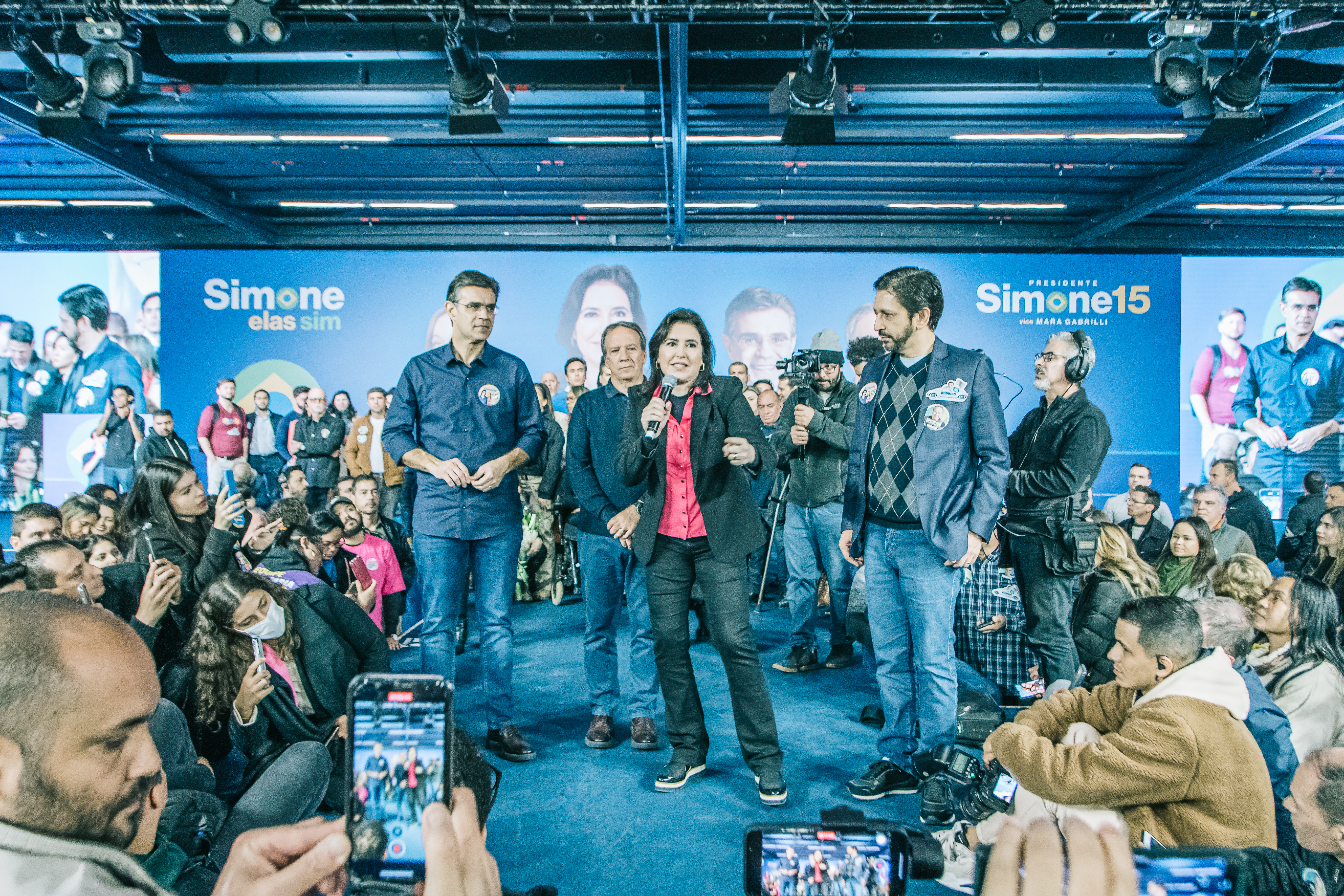
Lançamento campanha Simone Tebet em São Paulo

Em 9 de junho a pré-candidata do MDB à Presidência da República nas eleições de 2022, a senadora Simone Tebet foi escolhida pelo grupo de partidos nomeados de centro democrático (PSDB, MDB, Cidadania), para ser uma terceira via na próxima corrida presidencial.
Em 27 de julho, o MDB oficializou a candidatura da senadora Simone Tebet à Presidência da República. O anúncio foi realizado depois feito da convenção virtual do partido. Porém, sem uma definição sobre o nome a ser indicado como vice. O presidente do MDB, Baleia Rossi, informou o resultado do pleito foi de 262 votos sim e 9 votos não, o que representa 97% dos votos a favor.
A formalização do nome de Tebet se deu em meio a um racha dentro do MDB. Visto que apoiadores de Lula, judicializaram a convenção do partido, uma ala do partido ligada ao senador Renan Calheiros (AL).
Simone Tebet anunciou em 2 de agosto, que a senadora Mara Gabrilli (PSDB) foi escolhida como vice na chapa da federação formada pelo MDB, o PSDB e o Cidadania.
O ministro do Tribunal Superior Eleitoral (TSE) Ricardo Lewandowski deferiu em 25 de agosto o registro de candidatura de Simone à Presidência da República e também a candidatura da senadora Mara Gabrilli (PSDB-SP) à vice-presidência.
Simone Tebet apresentou o seu plano de governo em 15 de agosto, no último dia para os candidatos registrarem suas candidaturas junto à Justiça Eleitoral. O documento tem 48 páginas, onde a candidata à Presidência propõe programa permanente de renda mínima, reformas tributária e administrativa e tolerância zero com o desmatamento ilegal.

### Resultado
Ao longo da campanha, Tebet se consolidou em quarto lugar nas pesquisas. A candidata apresentou desempenho contundente nos três debates realizados, tendo sido frequentemente citada como a candidata de melhor desempenho, apresentando perguntas e críticas contra os candidatos líderes das pesquisas, Lula e Jair Bolsonaro, fato apontado como responsável pelo crescimento de sua candidatura nos dias anteriores à eleição.
Ainda em 4º lugar na maioria das últimas pesquisas antes do primeiro turno — embora em empate técnico com Ciro Gomes —, Tebet superou o cearense e terminou o pleito em terceiro lugar, logrando 4,16% dos vótos válidos, frente aos 3,04% obtidos por Ciro.
Apesar da sua campanha bem avaliada, Simone saiu como a terceira candidata com menor proporção de votos na história das eleições presidenciais brasileiras e tampouco ultrapassou a votação de Ulysses Guimarães em 1989, que prosseguiu como o maior resultado do seu partido, o MDB. Isso ocorreu sobretudo em razão da forte polarização entre os dois primeiros colocados e a adesão do eleitorado a uma campanha pelo voto útil promovida pelos líderes nas pesquisas de intenção de voto.
Após a confirmação de que haveria um segundo turno, Tebet oficializou o seu apoio à candidatura de Lula (PT).

## Ministério do Planejamento e Orçamento

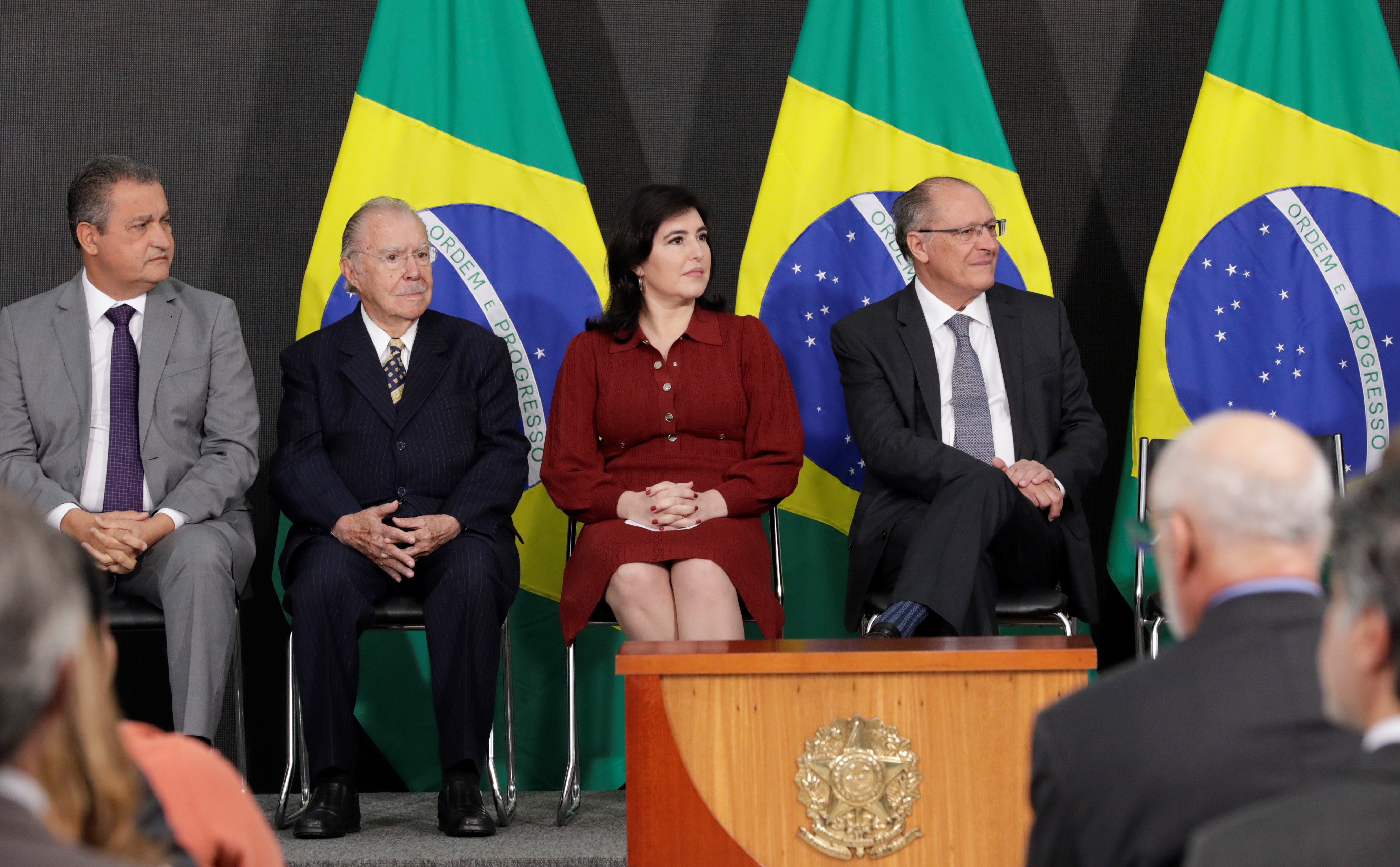
Cerimônia de Posse de Simone Tebet no Ministério do Planejamento e Orçamento em 5 de janeiro de 2023 no Palácio do Planalto.

Em 29 de dezembro de 2022 foi anunciada como a Ministra do Planejamento e Orçamento do terceiro governo Lula.
Em 4 de janeiro de 2023, Simone Tebet, afirmou que está com dificuldade de contratar mulheres pretas para trabalhar na pasta. A promessa da ex-senadora é de uma composição ministerial com diversidade racial e de gênero.
| “                                    | Acho que a gente tem que prezar acima de tudo pela diversidade. Estou indo para uma pasta que hoje ainda é extremamente masculina. Quero não só ter mulheres, mas mulheres pretas. E a gente sabe, lamentavelmente, que mulheres pretas normalmente são arrimo de família. Trazer de fora de Brasília é muito difícil. Enquanto eu não tiver esse mapa bonitinho, eu não quero anunciar. Eu faço questão que o ministério dentro do possível tenha de alguma forma a cara do Brasil, que é diversidade. | ” |
| — Simone Tebet, em entrevista ao G1. | |   |

## Prêmios
Em 2019, após decisão de um júri especializado, Simone Tebet recebeu o título de melhor senadora do país no Prêmio Congresso em Foco pelo segundo ano consecutivo. Foi eleita uma das "100 mulheres mais inspiradoras e influentes do mundo em 2022" pela BBC.

### Condecorações
| Insígnia | País   | Honra                           | Data                   |
| -------- | ------ | ------------------------------- | ---------------------- |
|          | Brasil | Grã-Cruz da Ordem de Rio Branco | 21 de novembro de 2023 |

## Desempenho em eleições
| Ano  | Eleição                         | Cargo             | Partido | Coligação                                                                                     | Chapa                                   | Votos     | %      | Resultado      | Ref.   |
| ---- | ------------------------------- | ----------------- | ------- | --------------------------------------------------------------------------------------------- | --------------------------------------- | --------- | ------ | -------------- | ------ |
| 2002 | Estaduais de Mato Grosso do Sul | Deputada Estadual | MDB     | Pra Frente MS (PMDB, PRTB, PSDB)                                                              | —                                       | 25 251    | 2,63%  | Eleita         | [ 19 ] |
| 2004 | Municipais de Três Lagoas       | Prefeita          | MDB     | Três Lagoas Unida (PMDB, PTB, PSDB, PL, PSL, PSC, PPS, PSB, PV, PTdoB)                        | Luiz Akira (PTB)                        | 29 244    | 66,72% | Eleita         | [ 69 ] |
| 2008 | Municipais de Três Lagoas       | Prefeita          | MDB     | Por Amor a Três Lagoas                                                                        | Márcia Moura (PMDB)                     | 36 228    | 76,81% | Eleita         | [ 23 ] |
| 2010 | Estaduais de Mato Grosso do Sul | Vice-governadora  | MDB     | Amor, Trabalho e Fé (PRB, PMDB, PR, DEM, PMN, PSB, PSDB, PRTB PMN, PTC, PTdoB, PTB, PPS, PTN) | André Puccinelli (PMDB)                 | 704 407   | 56%    | Eleita 1°Turno | [ 25 ] |
| 2014 | Estaduais de Mato Grosso do Sul | Senadora          | MDB     | MS Cada Vez Melhor (PMDB, PSB, PSC, PRB, PRTB, PHS, PTdoB)                                    | Celso Dal Lago (PMDB) Moacir Kohl (PSB) | 640 336   | 52,61% | Eleita         | [ 26 ] |
| 2022 | Presidencial no Brasil          | Presidente        | MDB     | Brasil Para Todos (MDB, Federação PSDB Cidadania, PODE)                                       | Mara Gabrilli (PSDB)                    | 4 915 306 | 4,16%  | 3º colocada    |        |